# Zero Sum World
Zero Sum World ist das zweite Album des Gitarristen Ant Law. Die 2014 entstandenen Aufnahmen erschienen im Februar 2015 bei Whirlwind Recordings.

## Musik des Albums
Der schottische Gitarrist Ant Law nahm sein zweites Album in Quintettbesetzung mit dem Holzbläser Michael Chillingworth, dem Pianisten Ivo Neame, dem Bassisten Tom Farmer und dem Schlagzeuger James Maddren auf. Das Titelstück „Zero Sum World“ beginnt Michael Chillingworths Solo; dessen Saxophonlinien überlappen sich schließlich mit der akkordischen Stimmung, die von Law und Ivo Neame geschaffen wird. Zum intensiveren Bass und Schlagzeug von Farmer und Maddren spielen Gitarre und Saxophon Unisono-Linien wie auch jeweils eigene Improvisationen. Nach der kurzen „Prelude“, einem Solo des Gitarristen, wird Law in „Waltz“ mehr herausgestellt, einer Komposition, die von einem einprägsamen Riff und Laws gedämpften Kolorierungen und einem charakteristischen Pianosolo Ivo Neames bestimmt ist. „Mishra Jathi“, basierend auf einem siebentaktigen Rhythmus, vorgetrieben von der Rhythmusgruppe aus Bass, Piano und Schlagzeug, schafft ein „wirkungsvolles Amalgam aus instrumentalen Texturen und Solos“.
Die anfängliche Verträumtheit von „Asymptotes“ macht Platz für ein flottes, absteigendes Bass-Motiv; die Auftriebskraft des folgenden „Parallel People“ ist von Chillingworths chromatischen Spiel auf dem Altsaxophon geprägt, das dem Malstrom der Band führt. In „Triviophobia“ erinnert der sanfte, aber lebhafte Ton von Ant Laws Gitarre an Wes Montgomery; das folgende, komplex angelegte „Leafcutter“ ist von „polyrhythmischer Schrulligkeit“ und das einem Kinderlied ähnelnde „Symbiosis“ von der verdrehten Geschicklichkeit und der Klangfülle von Chillingworths Bassklarinette bestimmt. Das neunminütige, statuenhafte „Monument“ ist dem Gitarristen Ben Monder gewidmet; hier klingen Bezüge zur Musik der Band Genesis in ihrer Frühphase an, verbunden schalkhafter freier Improvisation und Jazz-Phrasen, die an Solo-Veröffentlichungen von Kit Downes erinnern. „Abschnitte dieses Stücks deuten einen freieren, mehr experimentellen Pfad an, aber nie auf Kosten der Bindung an den Zuhörer. Die Parolen sind Atmosphäre und Textur, und nicht sagen wir, die Attacke eines Peter Brötzmann“ (All About Jazz). Der Schlusstitel „Blues“ ist sowohl durch das wirkungsvoll kantable Spiel von Kontrabass und Gitarre als auch Ive Neames Pianosolo bestimmt, gefolgt von einem hinhaltenden Fadeout im B.B. King-Stil.

## Titelliste
- Ant Law: Zero Sum World (Whirlwind Recordings – WR4663)

1. Zero Sum World – 6:36
2. Prelude – 1:10
3. Waltz – 7:47
4. Mishra Jathi – 7:07
5. Asymptotes – 4:13
6. Parallel People – 5:15
7. Triviophobia – 8:20
8. Leafcutter – 5:40
9. Symbiosis 14:21:34 – 6:45
10. Monument – 9:19
11. Blues – 7:54

- Alle Kompositionen stammen von Ant Law.

## Rezeption
Ant Laws zweites Album erhielt durchweg positive Rezensionen; Danny Ilett meinte in Music Radar (2015), Zero Sum World bestätige seine Stellung als einer der originellsten Stimmen der Jazzgitarre seiner Generation.
Andreas Schiffmann schrieb in Musik Reviews (2015) Ant Laws zweite Veröffentlichung unter eigenem Namen sei ein „ganzheitliches Jazz-Album mit ungewöhnlichen Klangfarben und Kompositionsstrukturen […], wobei selbstredend auch die Improvisation eine Rolle spielt.“ Sein Quintett verstehe es „gleichermaßen, dichte Arrangements transparent klingen zu lassen“, wie im Falle des Titelstücks, und „aufgeräumten Texturen zu als üppig wahrgenommener Fülle zu verhelfen, woran nicht zuletzt die Bass und Schlagzeug großen Anteil haben“ (wie in Parallel People). Ant Law sei mit diesem „unbedingt konsensfähigen, aber beileibe nicht stromlinienförmigen Gattungsalbum“ eines der eigenständigsten Sprachrohre der europäischen Jazzszene und schwimme sich trotz klassischer Quintettformation von allen Konventionen frei, ohne die traditionsbewusste Basis zu verprellen.
Cormac Larkin meinte in der Irish Times (2015), der frühere Physiklehrer Ant Law sei an etwas interessiert, was man die Quantenmechanik von Musik nennen könnte. Der Titel des Albums beziehe sich auf die mathematische Idee, dass jemand etwas verlieren müsse, damit ein anderer etwas gewinne. Seine Melodien erforschten die nebulöse, nuancenreiche Welt von Polyrhythmik und erweiterter Harmonie. Um dies zu erreichen, stimme Law sogar seine Gitarre unterschiedlich zu den meisten anderen Spielern dieses Instruments; und auch, wenn Law ein Buch über dieses Thema geschrieben habe, sei diese Produktion weder trocken noch akademisch. Laws Kompositionen bewegten sich auf dem schmalen Grat zwischen kompliziert und eingängig; seine Mitspieler, allen voran der Pianist Ivo Neame, seien die Art von Musikern, die sich der unscharfen Logik von Improvisation hervorragend annähmen.
Nach Ansicht des Musikkritikers Adrian Palland (2015) versammle das zweite Album Ant Laws „so etwas wie das Dream Team des zeitgenössischen britischen Jazz“, um seine Kompositionen zu realisieren. Dafür habe er in der Vorbereitung Ideen über die Verwendung des Griffbretts und so subtile harmonische Variationen entwickelt. Ant Laws Kunstfertigkeit des „magischen Auges“ (das Palland als seine Beschreibung der aufgeklärten, dreidimensionalen Erfahrung benutzt, wenn man die Musik Laws tiefer erforsche) sei beim wiederholten Hören eine große Freude; es sei es wert, seine Fähigkeiten des Hörens zu entwickeln, resümiert Palland, um ein volles Verständnis für die reiche Musikalität dieses Quintetts zu bekommen.

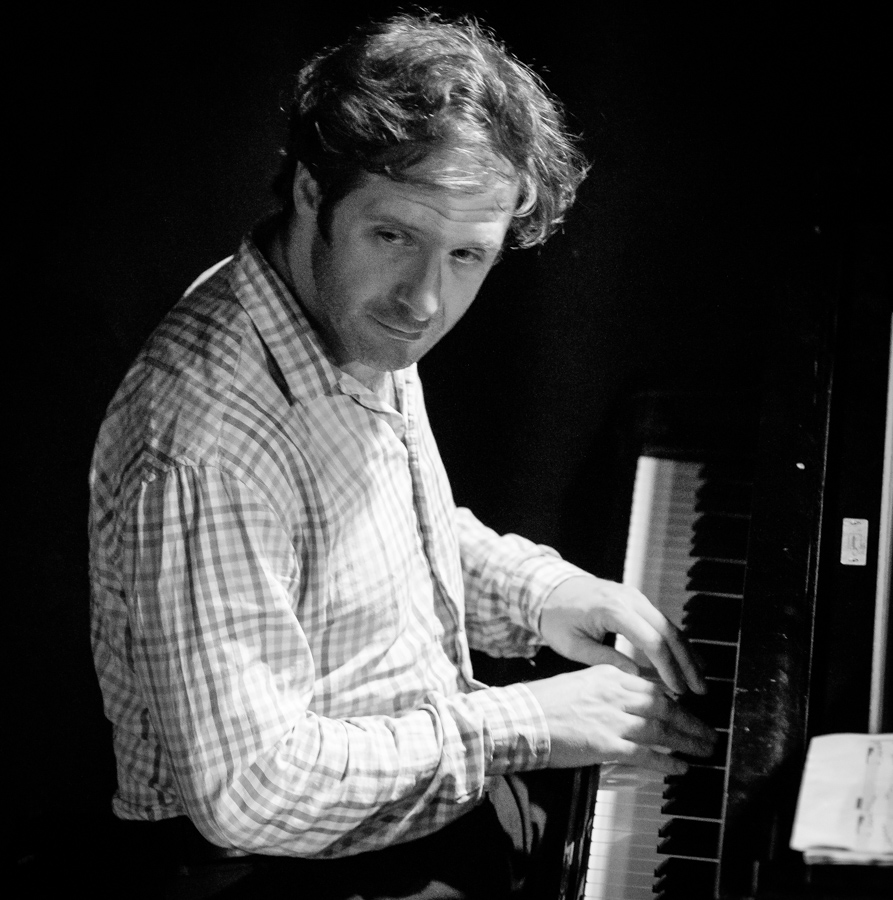
Ivo Neame auf dem Kongsberg Jazzfestival 2017. Foto: Tore Sætre

Nick Lea schrieb in Jazz Views (2015), Laws Kompositionen offenbarten mit einer Vielzahl von Texturen und sich verschiebenden rhythmischen Patterns eine gewisse Tiefe, einhergehend mit Ant Laws wegweisenden, Perfect Fourths genannten Methode des Stimmens einer Gitarre. Meistenteils habe Laws kompositorisches Material eine rhythmische oder melodische Hookline, die unverzüglich fesselnd wirke. In solistischer Hinsicht hebt der Autor die Beiträge Chillingworths auf der Bassklarinette in „Mishra Jathi“ und des Pianisten Ivo Neame in „Asymptotes“ hervor. Im Kontrast dazu lebe „Parallel People“ von der treibenden Kraft des Schlagzeugers James Maddren. Bestimmendes Merkmal sei Laws lyrische Sensibilität – sowohl in seinem Spiel als auch in den für sein Quintett geschriebenen Stücken, was sich nahtlos mit dem Kontext des Materials verbindet. Ant Law gelänge es in dem 70 Minuten langen Album die Aufmerksamkeit wach zu halten, und vielleicht dabei das Beste für den Schluss aufzuheben, mit dem vorletzten Titel „Monument“, das von einer launenhaften Bassklarinette und düsteren, unzugänglichen Linien von Gitarre und Piano bestimmt ist, die den melodischen Verlauf des Stücks beschatten. Am Schluss des Albums bekomme mit Tom Farmers Bassspiel die vertraute Form des Blues eine neue Wendung. Das Album sei ein rundherum gelungener Set und sehr zu empfehlen, schließt der Autor.
Phil Barnes meinte in All About Jazz (2015), die Ausgangsidee zu Zero Sum Game stamme aus der Spieltheorie; Ant Law habe das Album so konzipiert, dass sich die Balance der Stücke zwischen den gedämpften und dissonanten Improvisationen (etwa in „Parallel People“) und einfacheren, auf einem einzigen Instrument basierenden Improvisationen wie in „Prelude/Waltz“ bewege. Law verfüge (auch mit seinem eigenen Stimmsystem) über die Fähigkeit, einzigartige Harmonien zu schaffen. darüber hinaus habe er die seltene Fähigkeit, sein Spiel kontrolliert zu halten, und auf solche Weise er dazu beiträgt das gesamte Stück zu verstärken. Ebenso großartig sei seine Band, die gut all das verarbeitet, was Law ihnen zumutet. Hervorhebenswert ist für den Autor Ivo Neames Pianospiel in „Blues“, das einen Höhepunkt des Albums darstelle, wie auch Neames teilweise bemerkenswerte Beitrag zu „Waltz“, in dem sein Solo zwischen Beherrschtheit und Hinweisen auf darüber Hinausgehendes balanciere.
„Letzten Endes ist die Art und Weise, wie sich die Musiker verbunden fühlen und einfach nur zusammen passen, jener Aspekt, der am längsten in Erinnerung nachklingt. Dies sei das Kennzeichen eines großartigen Kollektivs; durch die Mischung individueller Instrumentierung und den Beiträgen wird der Gruppenklang großartiger als die Summe seiner Einzelteile, womit Law seine Theorie unbeabsichitigt widerlegt. Nichtsdestotrotz fällt dieser kleine Kompromiss nicht ins Gewicht, angesichts der siebzig unterhaltsamen und empfehlenswerten Minuten an Musik“.
Auch Sebastian Scotney lobte in London Jazz News (2015) die umfassende musikalische Sicherheit der Band, ihrer Reaktionsfähigkeit untereinander und das Maß an positiver Energie. Dabei spielten die Mitglieder von Ant Laws Band sonst in anderen Zusammenhängen, schafften es aber in diesem Kontext, dessen abwechslungsreiche und faszinierende Kompositionen zum Leben zu bringen. Laws Stücke haben oft einen ansprechenden ruhigen Lyrizismus, doch dieses Gespür ist verbunden mit der Begeisterung für Asymmetrie, wie das Beispiel „Triviophobia“ zeige. „Die Herausforderung für die Spieler ist es, die Konturen des Stücks attraktiv zu halten, gleichzeitig das Unvorhersehbare und Unregelmäßige zu genießen und außerdem zuzulassen, dass sich das Stück organisch entwickelt.“ Scotney hebt an dieser Stelle die Rolle von Ant Laws langjährigen Partnern Tom Farmer und James Maddren hervor, die auch schon bei dessen ersten Album mitgewirkt hatten. „Farmer liefert eine große Bandbreite an Klangfarben, vom dumpfen, an Charlie Haden erinnernden Klimpern bis zu vollständig nachhallenden Streicher-Passagen, und in einem Solo gab die bezwingende Impression einer japanischen Koto. Maddren ist wie immer aufmerksam und lebendig, aber genauso fähig – wie in einem Stück wie „Monument“ – plötzlich mit herrlichen Detonationen zu überschreiten, was der Band einen erkennbaren Stoß gibt.“ Für Pianist Ivo Neame sei dies ein sehr unterschiedlicher Kontext im Vergleich zur eher extrovertierten Straffheit von Phronesis, „und er genießt ganz offensichtlich die Herausforderungen, Musik in einer stilleren, mehr wachsamen und heimlichen Stimmung zu spielen. In seinen Solos zeigte er stets eine zusätzliche Kompetenz für die Freiheit des Moments, indem er in der Lage ist, den Zuhörer zu überraschenden Orten zu leiten.“ Ein konstantes Vergnügen seien die Texturen, die auftauchen, wenn er wieder in die Rolle des Team-Players einsetzt, ebenso die Balance in seinen Voicings und sein stets elegant unterstützendes Spiel. Mike Chillingworths (im Vergleich zu Julian Siegel auf dem Vorgängeralbum) eher ätherische Klang sei faszinierend.